# British Motor Corporation
British Motor Corporation, BMC, var en brittisk motorfordonstillverkare. 
BMC skapads 1952 då Austin Motor Company gick samman med Nuffield Organisation.
British Motor Corporation slogs samman med Jaguar 1966 och bildade British Motor Holdings. British Motor Holdings slogs i sin tur samman med Leyland Motor Corporation Ltd till British Leyland Motor Corporation 1968.

## Fordonsmärken
Följande märken ingick i British Motor Corporation:
- 1895 Wolseley
- 1898 Riley
- 1905 Austin
- 1912 Morris
- 1913 Vanden Plas
- 1923 MG
- 1952 Austin-Healey

## Bilmodeller
Följande bilmodeller konstruerades och byggdes av British Motor Corporation:
- 1952 Austin A40 Somerset
- 1952 Austin Princess Limousine / Vanden Plas Princess 4-litre Limousine
- 1952 Wolseley 4/44
- 1953 Austin-Healey 100
- 1953 MG TF
- 1953 MG Magnette ZA/ZB
- 1953 Riley Pathfinder
- 1954 Austin Metropolitan
- 1954 Austin A40 / A50 Cambridge
- 1954 Austin A90 Westminster
- 1954 Morris Cowley / Oxford
- 1954 Wolseley 6/90 / Riley 2.6
- 1955 Morris Isis
- 1955 MG MGA
- 1956 Austin A35
- 1956 Austin A95 / A105 Westminster
- 1956 Morris Minor 1000
- 1956 Wolseley 15/50
- 1957 Austin A55 Cambridge
- 1957 Riley 1.5 / Wolseley 1500
- 1958 Austin A40 Farina
- 1958 Austin-Healey Sprite
- 1959 Austin Mini Seven / Morris Mini Minor
- 1959 Austin A55 / Morris Oxford / MG Magnette / Riley 4/68 / Wolseley 15/60
- 1959 Austin A99 / Wolseley 6/99 / Vanden Plas Princess 3-litre
- 1959 Austin-Healey 3000
- 1961 Riley Elf / Wolseley Hornet
- 1961 Austin A60 / Morris Oxford / MG Magnette / Riley 4/72 / Wolseley 16/60
- 1961 Austin A110 / Wolseley 6/110 / Vanden Plas Princess 3-litre
- 1961 MG Midget
- 1962 Austin 1100 / Morris 1100 / MG 1100 / Wolseley 1100 / Vanden Plas 1100 / Riley Kestrel
- 1962 MG MGB
- 1964 Austin Mini-Moke / Morris Mini-Moke
- 1964 Austin 1800 / Morris 1800 / Wolseley 18/85
- 1964 Vanden Plas Princess 4-litre R
- 1967 Austin 1300 / Morris 1300 / MG 1300 / Wolseley 1300 / Vanden Plas 1300 / Riley Kestrel
- 1967 Austin 3-litre
- 1967 MG MGC
- 1969 Austin Maxi